# أمغراس
أمغراس هي قرية أمازيغية جبلية مغربية وسط المملكة. أمغراس لإقليم الحوز. تضم هذه القرية 4.222 نسمة (إحصاء 2004).